# Хейдън Кристенсен
Хейдън Кристенсен (на английски: Hayden Christensen; роден на 19 април 1981 г.) е канадски актьор, номиниран за наградата Златен глобус. Кристенсен първоначално се появява в канадски телевизионни програми, а в края на 90-те години на 20 век и в американски телевизионни програми. След това преминава към малки роли преди да получи похвала за ролята си на Сам в Къщата на моя живот (Life as a House, 2001). Става известен по света с ролята си на Анакин Скайуокър (Дарт Вейдър) в два от филмите от хексалогията Междузвездни войни.

## Биография

### Ранен живот
Хейдън Кристенсен е роден във Ванкувър, Британска Колумбия, Канада, син на Али и Дейвид Кристенсен. Майка му пише речи за главите на големи компании, а баща му е програмист на софтуер и администратор в сферата на комуникациите. Баща му има датско-английско потекло, а майка му шведско-италианско. Кристенсен има по-възрастни брат и сестра, Тов и Хеся, и по-малка сестра, Кайлън. Той израства в Торнвил, Онтарио, близо до Торонто и посещава обществените училища И. Дж. Сенд и Бейторн, както и гимназията в Юниънвил, Онтарио. В училище Кристенсен играе хокей на състезателно ниво и тенис в първенството на провинцията. Той прекарва лета на Лонг Айлънд с баба си по майчина линия, Роуз Шварц, и посещава Actors Studio в Ню Йорк както и специализирана програма за изпълнителни изкуства Arts York в театралната ѝ част в своята гимназия. Актьорът е „открит“, когато сестра му Хеся, бивша шампионка по трамплин, си търси агент, след като е получила роля в реклама на картофен чипс Pringles.

### Актьорска кариера
Първата роля на Кристенсен е в телевизионния сериал Family Passions (Семейни страсти), която е излъчена по канадската телевизия през 1993 г. На следващата година той получава малка роля във филма на Джон Карпентър In the Mouth of Madness (В устата на лудостта). От 1995 до 1999 г. той се появява в няколко филми и телевизионни програми – Harrison Bergeron, Forever Knight, Goosebumps, The Virgin Suicides (реж. София Копола) и Are You Afraid of the Dark?.
Той е забелязан от по-широка публика, изпълнявайки една от главните роли в сериал на компанията Фокс, Higher Ground през 2000 г., изобразявайки тийнейджър, който е подложен на сексуален тормоз от мащехата си и в отчаянието си се обръща към наркотиците.
Макар приветстваната от критиката роля като неразбран тийнеджър в Life as a House (2001) да му печели номинации за наградата Златен глобус и наградата на Гилдията на киноактьорите, както и наградата на Националния борд за преглед на филми на САЩ за Пробивно изпълнение на годината, изпълнението му не е забелязано от широката публика. За ролята си във филма Кристенсен отслабва с 11 кг чрез специална диета, а по време на снимките получава фрактура на ръката по време на филмирането на сцена, в която героят му удря стена.
Кристенсен получава добри отзиви за играта си в Падение: Историята на Стивън Глас (Shattered Glass, 2003), който разказва истинската история на журналиста Стивън Глас, разкрит да фабрикува истории за сп. The New Republic.

#### Междузвездни войни
На 12 май 2000 г. Кристенсен обявява, че е избран от режисьора Джордж Лукас за ролята на Анакин Скайуокър във II и III епизод на хексалогията. Лукас изумява света на киното, избирайки непознат тогава актьор сред 400 кандидати, включително Леонардо ди Каприо и Джонатан Джаксън. Лукас избира Кристенсен заради суровия му талант и „химията“ във взаимоотношението му с актрисата Натали Портман. Ролята му като Анакин Скайуокър в Междузвездни войни: Епизод II - Клонираните атакуват и Междузвездни войни: Епизод III - Отмъщението на ситите го прави звезда. За дуела между Дарт Вейдър и Оби-Уан Кеноби, Кристенсен и Юън Макгрегър се готвят в продължение на близо три месеца. Основните снимки на филма са направени от 30 юни до 17 септември в студията на Фокс в Сидни, Австралия. Въпреки че отзивите от страна на критиците са смесени (и дори получава Златна малинка за най-лоша поддържаща роля и във II и в III епизод), Кристенсен става много популярен сред публиката и е номиниран сред 50-те най-красиви хора и сред 50-те най-„горещи“ ергени от сп. Пийпъл.
Налични кадри на Кристенсен са вмъкнати в сцената с духовете на Йода, Оби-Уан Кеноби и Анакин Скайуокър, в предизвикалото противоречия преиздаване на Междузвездни войни: Епизод VI - Завръщането на джедаите на DVD през 2004 г., и монтирани върху оригиналните кадри с актьора Себастиан Шоо. Кристенсен настоява, че това е станало без негово знание, което е потвърдено от Лукасфилм в „Завръщането на джедаите: Какво е променено?“.

## Филмография
|      | Заглавие                                                                     | Роля                         | Бележки                                                                                   |
| ---- | ---------------------------------------------------------------------------- | ---------------------------- | ----------------------------------------------------------------------------------------- |
| 1997 | Night of the Living Dummy III                                                | Зейн                         |                                                                                           |
| 1998 | The Hairy Bird                                                               | Приятелят на Тинка           |                                                                                           |
| 1999 | The Virgin Suicides                                                          | Джо Хил Конли                |                                                                                           |
| 2000 | Trapped in a Purple Haze                                                     | Орин Криг                    | телевизионен филм                                                                         |
| 2001 | Къщата на моя живот (Life as a House)                                        | Сам Мънро                    | Награда на Националния борд за преглед на филми на САЩ за Пробивно изпълнение на годината |
| 2002 | Междузвездни войни: Епизод II - Клонираните атакуват                         | Анакин Скайуокър             | Номинация в категорията Cinescape Genre Face of the Future Award на Награда Сатурн        |
| 2003 | Падение: Историята на Стивън Глас (Shattered Glass)                          | Стивън Глас                  |                                                                                           |
| 2004 | Междузвездни войни: Епизод VI - Завръщането на джедаите (преиздаване на DVD) | Анакин Скайуокър (дух)       | заменил оригиналния актьор (само главата)                                                 |
| 2005 | Междузвездни войни: Епизод III - Отмъщението на ситите                       | Анакин Скайуокър/Дарт Вейдър |                                                                                           |
| 2006 | Златното момиче (Factory Girl)                                               | Били Куин                    |                                                                                           |
| 2007 | Awake                                                                        | Клей Биърсфърд младши        |                                                                                           |
| 2007 | Virgin Territory                                                             | Лоренцо                      |                                                                                           |
| 2008 | Телепорт (Jumper)                                                            | Дейвид Райс                  |                                                                                           |
| 2009 | New York, I Love You                                                         | Джони                        |                                                                                           |
| 2010 | Quantum Quest: A Cassini Space Odyssey                                       |                              |                                                                                           |
| 2010 | Takers                                                                       | Ей Джей                      |                                                                                           |
| 2010 | Vanishing on Seventh Street                                                  | Люк                          |                                                                                           |
| 2014 | В изгнание (Outcast) Американски обир (Американски обир)                     | Джейкъб                      |                                                                                           |
| 2015 | 90 Minutes in Heaven                                                         | Дон Пайпър                   |                                                                                           |